# Daniella Ribeiro
Daniella Velloso Borges Ribeiro (Campina Grande, 26 de março de 1972), é uma pedagoga e política brasileira, atualmente Filiada Ao Progressistas. Atualmente, é senadora da República pelo Estado da Paraíba, a única na bancada do partido na Casa.
De fevereiro de 2019 a abril de 2022, foi líder do Progressistas no Senado Federal. A primeira mulher a liderar o partido. Em 2020, tornou-se a primeira mulher a presidir a Comissão de Ciência, Tecnologia, Inovação, Comunicação e Informática, a CCT, no Senado Federal. É tesoureira da União Interparlamentar (UIP) no Brasil. Em fevereiro de 2022, a senadora tornou-se membro da mesa diretora do Parlatino, o Parlamento Latino-americano, na qual assumiu a função de secretária de relações interinstitucionais, além de ser vice-presidente do grupo brasileiro no Parlatino. 
Foi vereadora de Campina Grande e subsecretária de Cultura do Estado da Paraíba. Em 2010, foi eleita deputada estadual, sendo reeleita nas eleições de 2014, com 46.938 votos, a segunda mais votada dentre o total de deputados estaduais. Nas eleições de 2018, foi eleita senadora pela Paraíba, sendo a primeira mulher a representar o estado no Senado Federal. Foi presidente da Comissão de Direitos de Defesa da Mulher da Assembleia Legislativa da Paraíba e membro da Comissão de Constituição, Justiça e Redação da mesma casa.

## Biografia
É filha do ex-deputado federal pela Paraíba e ex-prefeito de Campina Grande, Enivaldo Ribeiro, e da empresária e ex-prefeita do município paraibano de Pilar, Virgínia Velloso Borges. É irmã do deputado federal Aguinaldo Ribeiro. Formou-se em Pedagogia pela Universidade Federal da Paraíba (UFPB), foi professora universitária em Campina Grande e, atualmente, conclui mestrado em Administração Pública. É mãe de Lucas Ribeiro, vice-governador do estado da Paraíba, Marcella e Gabriel.
A Senadora iniciou sua carreira política candidatando-se à vice-prefeita de Campina Grande, na chapa de Rômulo Gouveia, em 2004, porém não obteve êxito. Em 2008, candidatou-se à vereadora de Campina Grande, sendo eleita com 6 838 votos. Nas eleições de 2010, concorreu a uma vaga na Assembleia Legislativa da Paraíba, sendo eleita deputada estadual com 29 863 votos. E em 2012, chegou a disputar o cargo de prefeita de Campina Grande, mas perdeu as eleições no primeiro turno.
No pleito de 2014, foi reeleita deputada estadual com 46 938 votos, obtendo a segunda maior votação do Estado, conforme dados do Tribunal Regional Eleitoral da Paraíba (TRE-PB). Durante seu mandato como deputada estadual, fez parte da bancada de oposição ao Governo do Estado. Em março de 2017, após assumir a presidência da Comissão dos Direitos de Defesa da Mulher, Daniella criou o Fórum Todas por Uma, através do qual reúne representantes de entidades diversas para discutir temas de interesse da mulher paraibana. O primeiro tema de destaque foi a violência doméstica. Seu projeto educacional, o “Mais Ação”, em parceria com a Fundação Milton Campos, alcançou, em 2018, praticamente três mil estudantes das redes privada e pública da Paraíba.
No pleito de 2018,conseguiu um feito inédito e histórico para a Paraíba, desbancando grandes nomes fortes da política paraibana e até mesmo as pesquisas eleitorais, onde mostrava a mesma na quarta colocação, conseguiu ser eleita a primeira mulher senadora pelo estado da Paraíba, com 831.701 votos, o equivalente a 24,25% dos votos válidos. Com isso, obteve a segunda maior votação do Estado, conforme dados do Tribunal Regional Eleitoral da Paraíba.
Em junho de 2019, votou contra o Decreto das Armas do governo, que flexibilizava porte e posse para o cidadão.
Em 12 de março de 2025 anunciou sua desfiliação do Partido Social Democrático.

## Condecorações
| Insígnia | País   | Honra                                 | Data                   |
| -------- | ------ | ------------------------------------- | ---------------------- |
|          | Brasil | Grande Oficial da Ordem de Rio Branco | 21 de novembro de 2023 |

## Desempenho eleitoral
| Ano  | Eleição                     | Partido | Candidata a                                  | Votos   | %                 | Resultado  | Ref    |
| ---- | --------------------------- | ------- | -------------------------------------------- | ------- | ----------------- | ---------- | ------ |
| 2004 | Municipal de Campina Grande | PP      | Vice-prefeita Titular: Rômulo Gouveia (PSDB) | 89.730  | 45,73% (1º Turno) | Não eleita | [ 11 ] |
| 2004 | Municipal de Campina Grande | PP      | Vice-prefeita Titular: Rômulo Gouveia (PSDB) | 101.109 | 49,81% (2º Turno) |            | [ 11 ] |
| 2008 | Municipal de Campina Grande | PP      | Vereadora                                    | 6.838   | 3,10%             | Eleita     | [ 12 ] |
| 2010 | Estaduais na Paraíba        | PP      | Deputada estadual                            | 29.863  | 1,67%             | Eleita     | [ 13 ] |
| 2012 | Municipal de Campina Grande | PP      | Prefeita                                     | 36.501  | 16,80%            | Não eleita | [ 14 ] |
| 2014 | Estaduais na Paraíba        | PP      | Deputada estadual                            | 46.938  | 2,35%             | Eleita     | [ 15 ] |
| 2018 | Estaduais na Paraíba        | PP      | Senadora                                     | 831.701 | 24,25%            | Eleita     | [ 16 ] |